# Lee Jung-joon
Lee Jung-joon (né le 26 mars 1984) est un athlète sud-coréen, spécialiste du 110 mètres haies.

## Performances
Lee Jung-joon bat le record national lors des Jeux olympiques de Pékin en 13 s 55, puis à nouveau à Daegu (Corée du Sud) en 13 s 53 le 25 septembre 2008.